# Shingo Sawada
Pour les articles homonymes, voir Sawada.
Shingo Sawada est un joueur de shōgi professionnel japonais né le 21 novembre 1991 à Suzuka dans la préfecture de Mie. Il a été finaliste du tournoi des candidats pour le titre d'Oi en 2017.

## Biographie et carrière
Shingo Sawada est né en novembre 1991 à Suzuka.
Il est devenu professionnel avec un classement de 4e dan en avril 2009 à l'âge de 17 ans, après avoir terminé premier du tournoi des 3e dan (octobre 2008-mars 2009) avec 4 victoires et 4 défaites.
En 2017, il se qualifie pour la finale du tournoi des candidats du Oi en remportant sa poule (la poule rouge).
En 2018 et 2021, il finit deuxième au départage de sa poule du tournoi des candidats du Oi : la poule rouge (après un match de barrage pour la première place) en 2018 et la poule blanche en 2021. En 2022, il finit troisième au départage de la poule blanche du tournoi des candidats du Oi.
En 2021, il est battu en quart de finale du tournoi Eiō.
Il est classé 7e dan à partir d'octobre 2020.
Sawada est qualifié pour le tournoi de classement B1 du tournoi Meijin à partir de la saison 2022-2023.